# Garnizon Słubice
Garnizon Słubice – w latach 1945-1990 duży garnizon wojskowy w zachodniej Polsce, na terenie gminy Słubice. Do 1945 część niemieckiego garnizonu wojskowego Frankfurt nad Odrą.

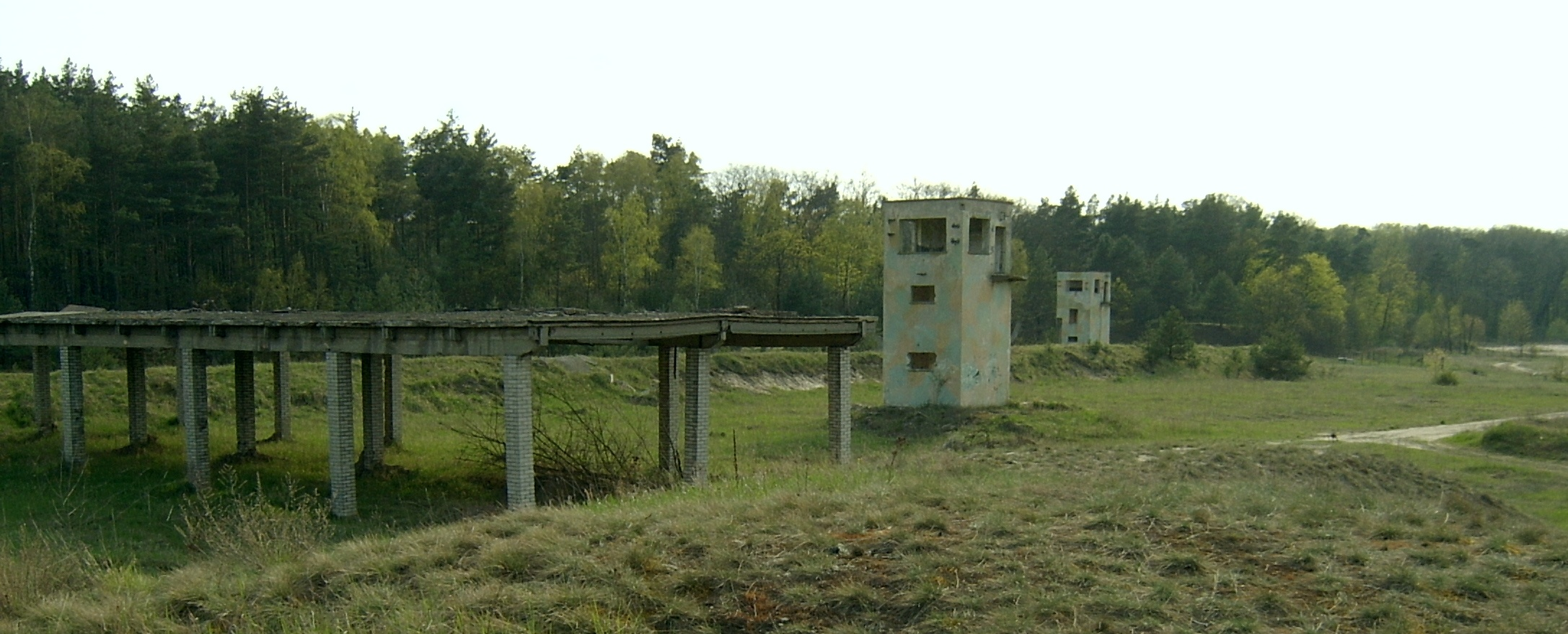
Dawne tereny wojskowe w Słubicach

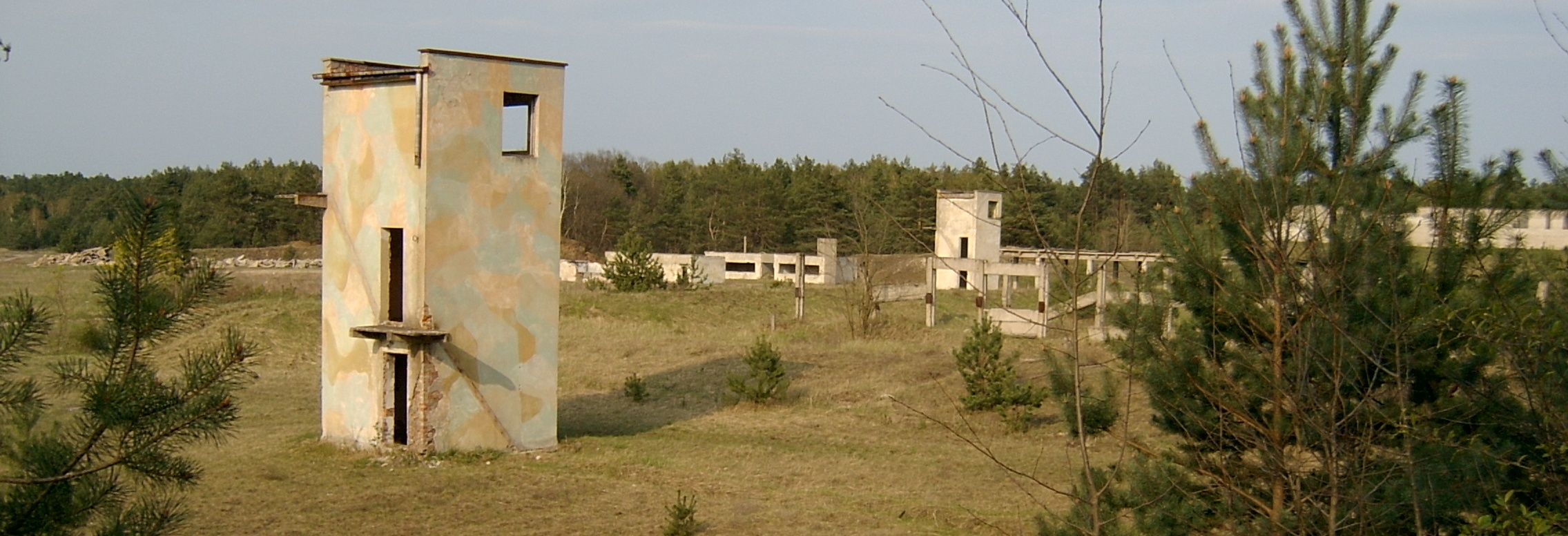
Dawne tereny wojskowe w Słubicach

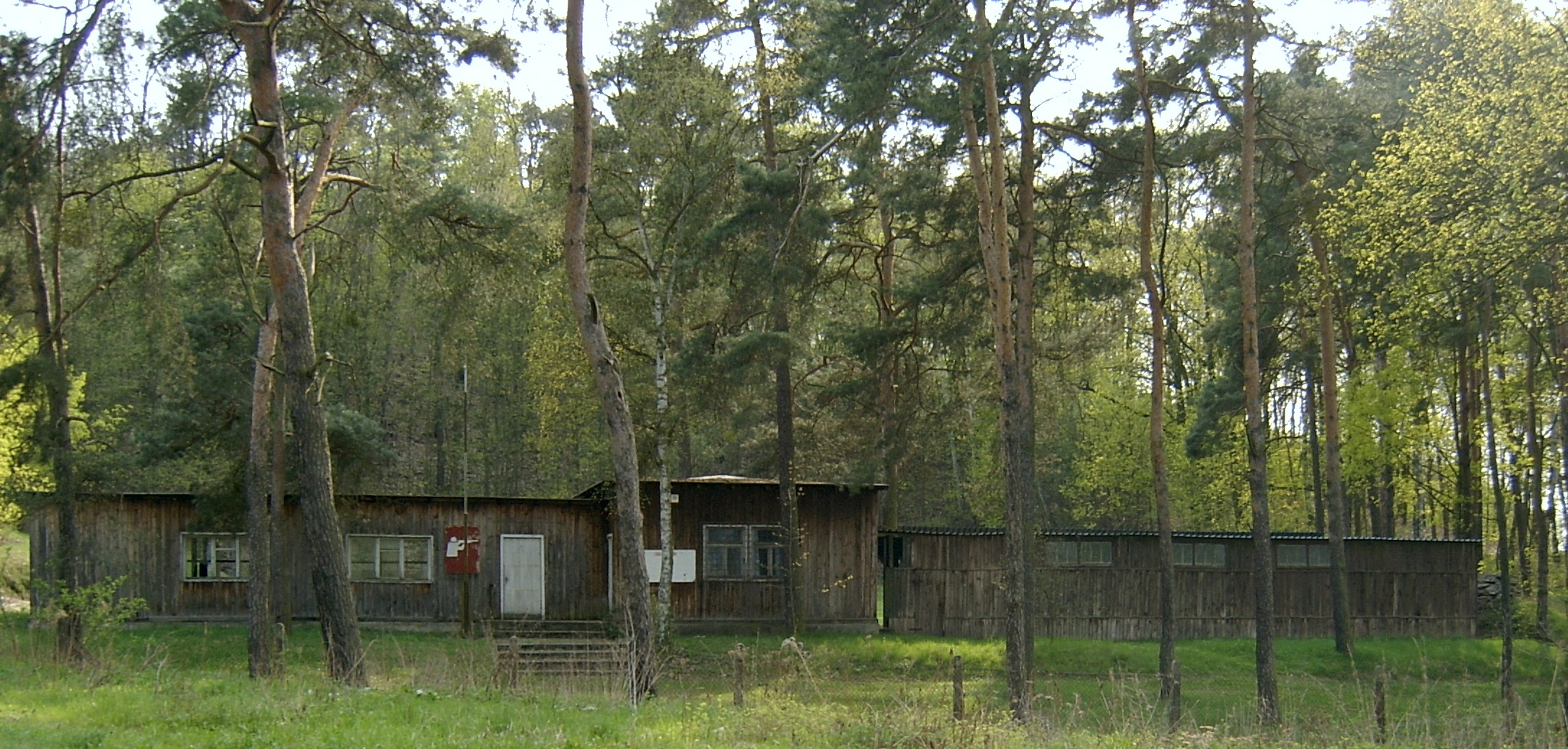
Strzelnica przy ul. Sportowej

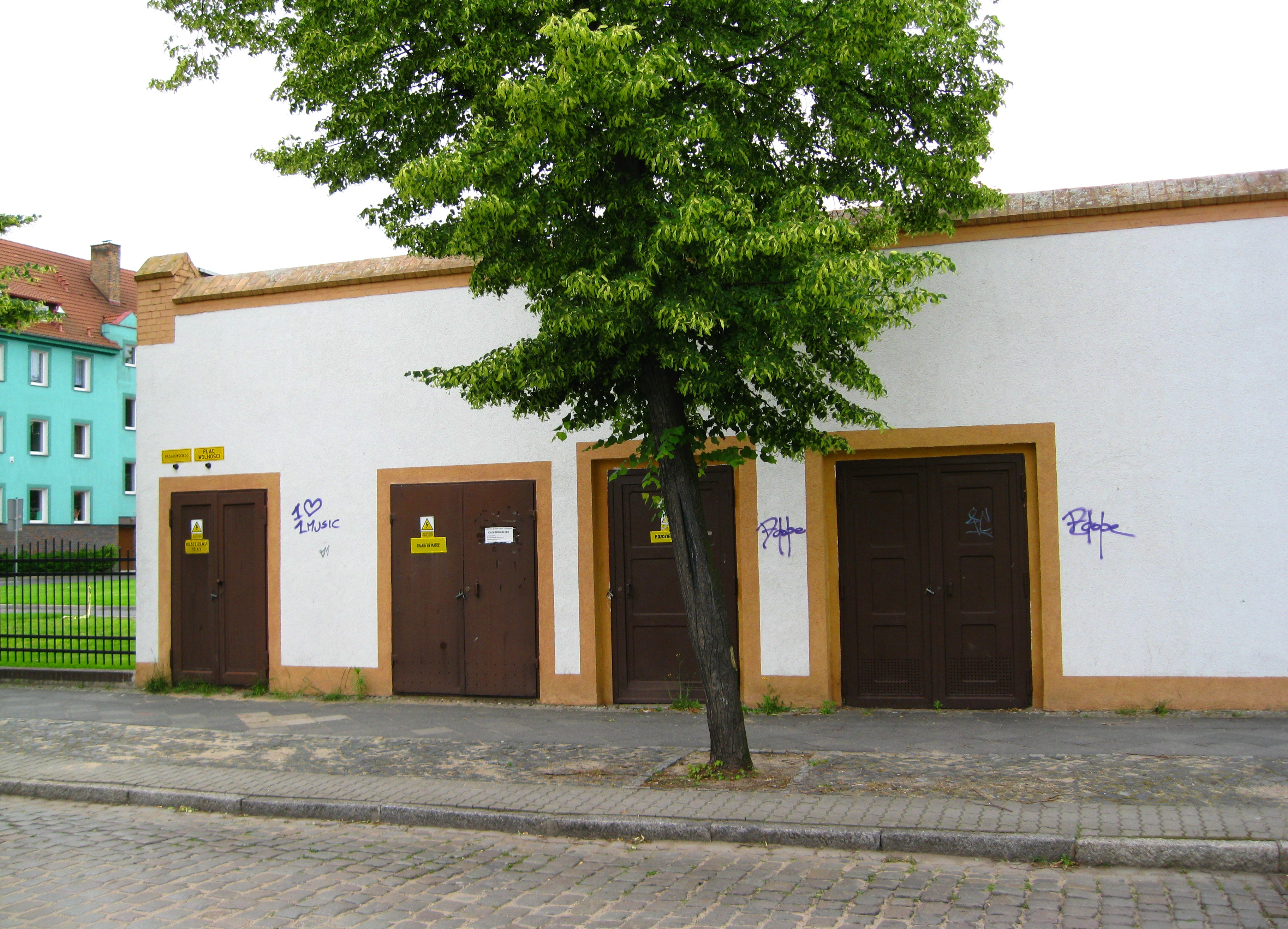
Stacja elektroenergetyczna, dawniej na wyłączne potrzeby wojska (ul. Konstytucji 3 Maja)

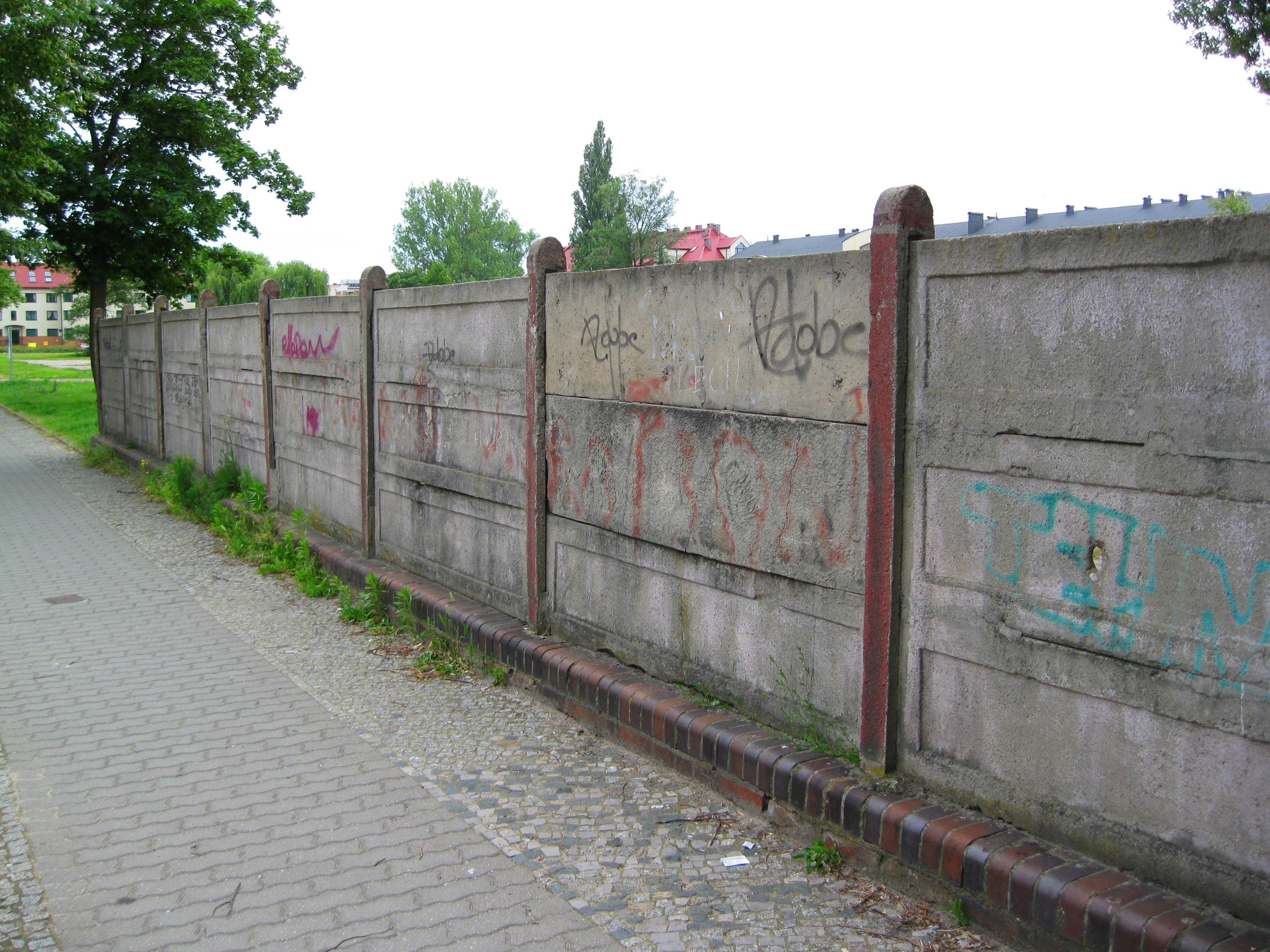
Parkan dawnych koszar w Słubicach (ul. Konstytucji 3 Maja)

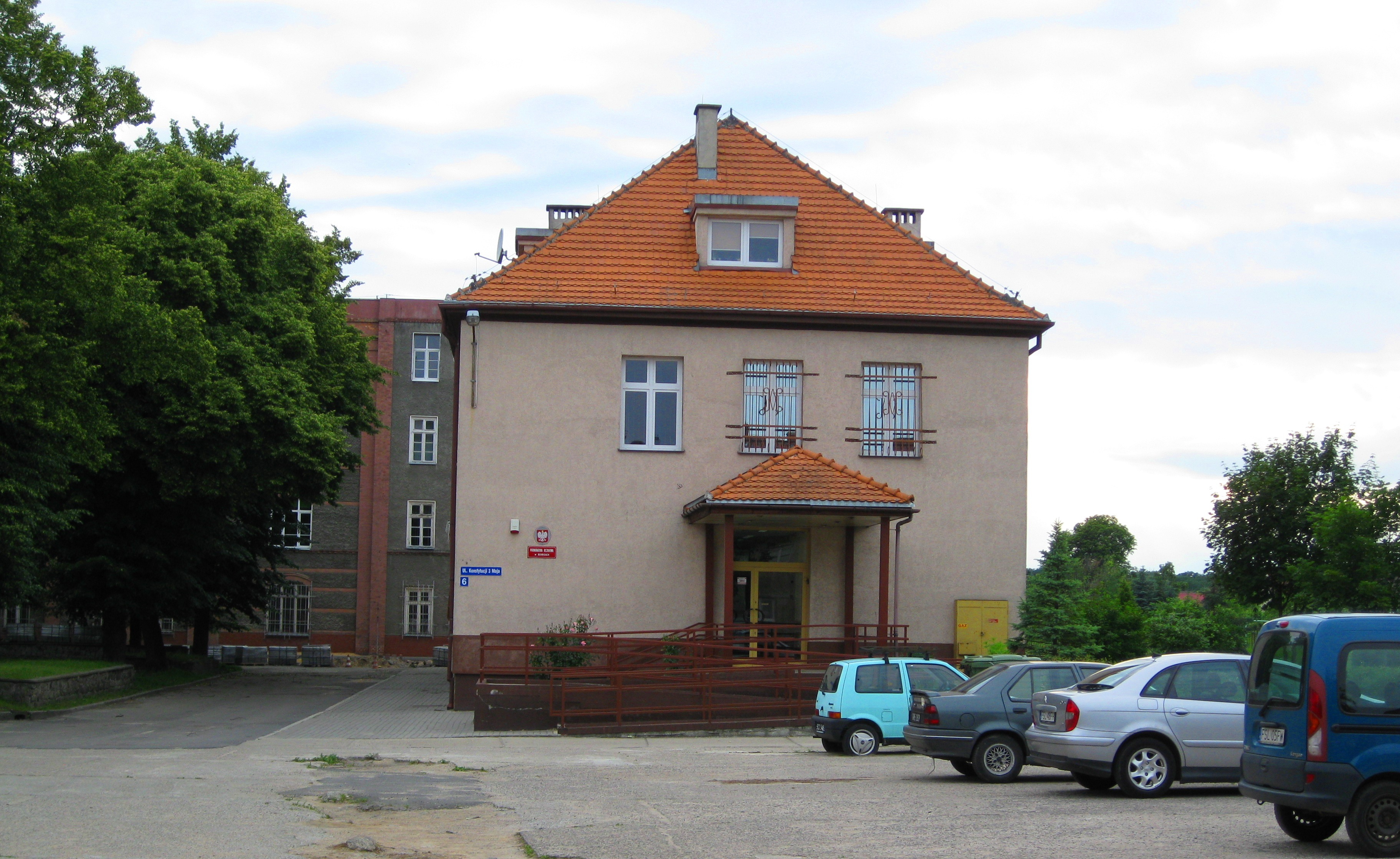
Jedno z zachowanych zabudowań dawnych koszar (ob. Prokuratura Rejonowa)

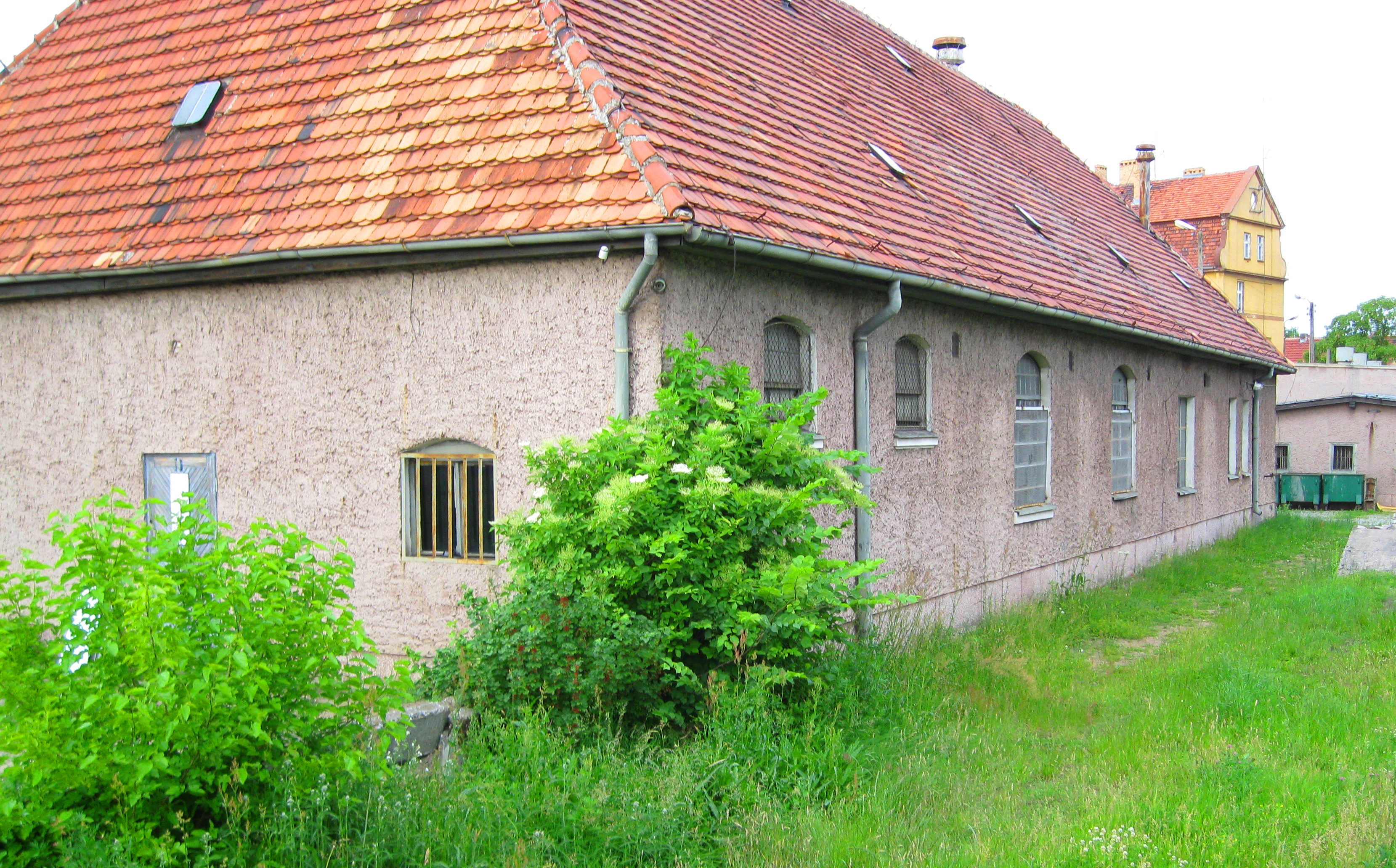
Dawny magazyn WOP (ob. teren Straży Granicznej przy ul. Mieszka I)

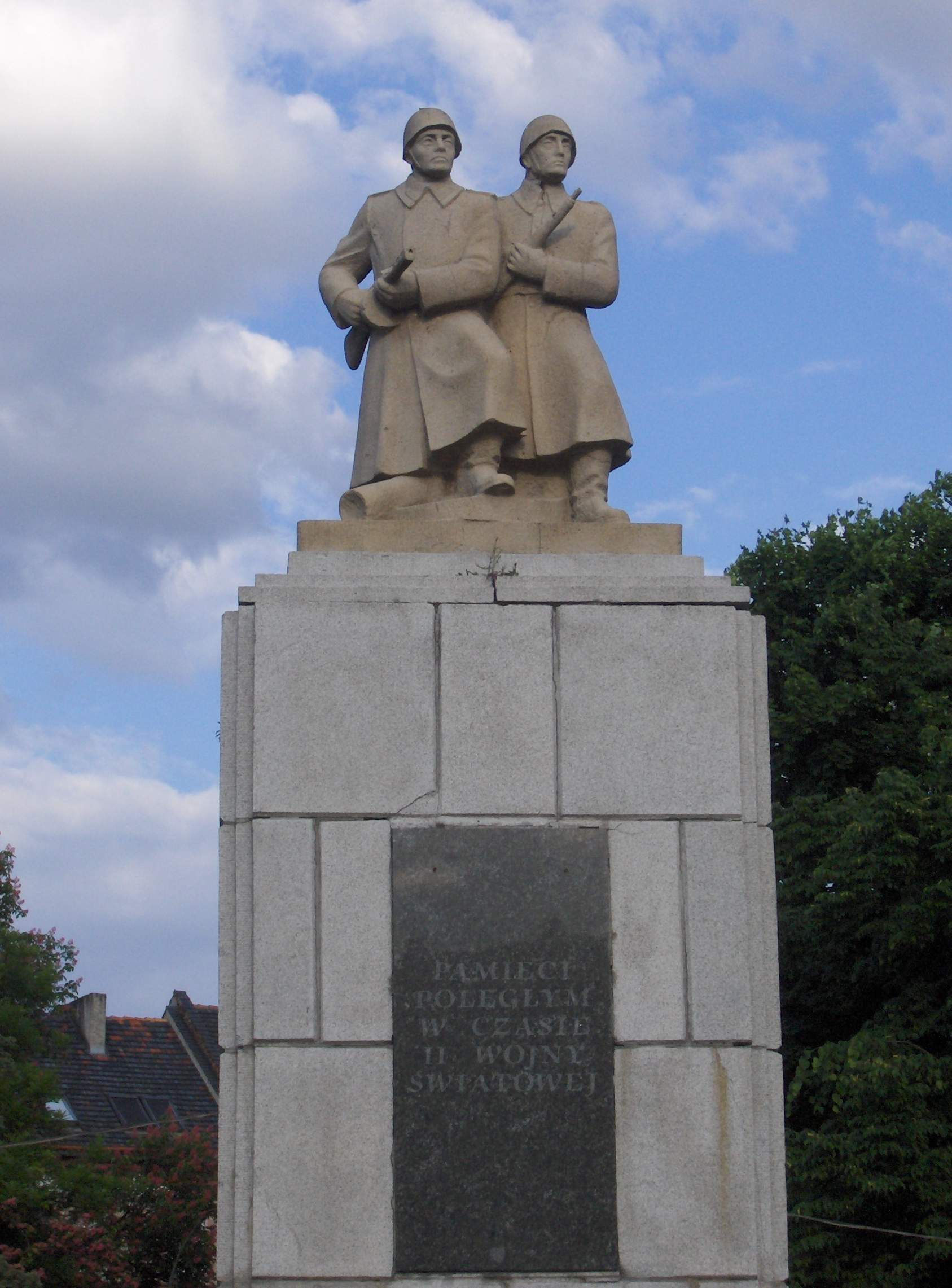
Pomnik Bohaterów w Słubicach

## Wojsko niemieckie
Do 1945 Słubice były prawobrzeżną dzielnicą Frankfurtu nad Odrą i nosiły nazwę Dammvorstadt. Ze względu na strategiczne położenie (bliskość rzeki, bliskość garnizonów Berlin i Landsberg an der Warthe – ob. Gorzów Wlkp.) miejsce to wykorzystywano również do celów wojskowych. Stacjonowały tu jednostki zarówno okresu Cesarstwa Niemieckiego, Republiki Weimarskiej, jak i III Rzeszy.

### Historia garnizonu niemieckiego

#### Cesarstwo Niemieckie
W latach 1876–1890 w Dammvorstadt stacjonował 12 Pułk Dragonów (Dragoner-Regiment 12), na którego cześć jedną z ulic dzielnicy nazwano Dragonerstraße (ob. ul. Podchorążych). Plac ćwiczebny jednostki znajdował się przy Roßmarkt (ob. Plac Przyjaźni).
Przy ulicy Prinzufer (ob. ul. Nadodrzańska w Słubicach) wznosił się okazały pomnik Leopolda von Braunschweig-Wolfenbüttel, siostrzeńca króla Fryderyka Wielkiego, założyciela szkoły garnizonowej we Frankfurcie nad Odrą oraz komendanta garnizonu Frankfurt nad Odrą.

#### III Rzesza
Przy Schwiebuser Strasse (ob. ul. Piłsudskiego) wznosiły się koszary im. Kleista. Od 1935 zakwaterowany był w nim Panzerabwehr-Abteilung 3, sformowany 1 października 1934 na poligonie Döberitz pod nazwą Kraftfahr-Abteilung Döberitz. 3 lutego 1945 w koszarach im. Kleista tymczasowo zakwaterowana była Brigade Kurmark, jednak jeszcze w nocy na 4 lutego jednostka przeniosła się do lewobrzeżnej części Frankfurtu nad Odrą.
W 1936 na cmentarzu żydowskim rozpoczęto budowę pomnika 17 żołnierzy żydowskich z okresu I wojny światowej, ufundowanego przez Związek Żydowskich Żołnierzy Frontowych z Grupy Landsberg an der Warthe (Gorzów Wlkp.). Oficjalne odsłonięcie pomnika miało miejsce latem 1937. Do dziś zachowały się jedynie resztki fundamentów tego pomnika.
We frankfurckim przedmieściu Dammvorstadt znajdowało się wreszcie lotnisko Luftwaffe o nazwie Fliegerhorst, ostatecznie opuszczone przez Niemców 5 lutego 1945. Później na tym samym miejscu znajdował się poligon Wojska Polskiego Słubice-Kunowice, a obecnie słubickie tereny Kostrzyńsko-Słubickiej Specjalnej Strefy Ekonomicznej.
Ważnymi punktami komunikacyjnymi podczas ucieczki hitlerowskich wojsk przed Armią Czerwoną na początku 1945 stały się mosty łączące lewo- i prawobrzeżną („słubicką”) stronę Frankfurtu nad Odrą. Most kolejowy z 1895 r. został wysadzony przez Niemców 19 lutego, zaś drogowy – 19 kwietnia 1945.

### Regularne jednostki wojska niemieckiego
- 1876-1890: 12 Pułk Dragonów (Dragoner-Regiment 12), później stacjonujący w Gnieźnie
- 1935-?: Panzerabwehr-Abteilung 3
- 3 lutego 1945: Brigade Kurmark, szybko przeniesiona do lewobrzeżnej części Frankfurtu

## Wojsko radzieckie
W 1946 w budowie mostu pontonowego na Odrze w Słubicach brały udział 5 i 20 batalion mostowy z 1 Brygady Budowy Dróg Kolejowych Gwardii oraz 77 batalion mostowy z 5 Brygady.
Ostatnia jednostka radziecka opuściła Słubice 30 marca 1946.

## Wojsko Polskie

### Historia garnizonu polskiego
Od 10 sierpnia 1945 do 9 stycznia 1946 istniało w Słubicach stanowisko komendanta wojennego, a piastował je ppor. Józef Krupa. Do jego obowiązków należało m.in. angażowanie schwytanych Niemców do prac publicznych i oddawanie ich w ręce radzieckiego komendanta wojennego we Frankfurcie nad Odrą.
9 października 1962 podczas defilady wojskowej Układu Warszawskiego w Szczecinie doszło do tragedii z udziałem 23 Pułku Czołgów Średnich ze Słubic. Kierowca ostatniego czołgu T-54A ważącego 36 ton stracił panowanie nad maszyną i wjechał w wiwatujące dzieci. Śmierć poniosło 7 z nich: Bogumiła Florczak (8 lat), Leszek Kolczyński (9 lat), Ryszard Krawczyński (7 lat), Henryk Sikuciński (6 lat), Ryszard Stachura (9 lat), Fryderyk Zawiślak (12 lat) i Marian Zdanowicz (10 lat).
W miejscu dawnych koszar Wojska Polskiego i WOP znajdują się obecnie:
- Parking przy ul. Piłsudskiego,
- Domy studenckie Collegium Polonicum przy ul. Piłsudskiego,
- Miejska Hala Sportowa przy ul. Akademickiej,
- Powiatowy Urząd Pracy,
- Liceum Ogólnokształcące im. Zbigniewa Herberta przy ul. Bohaterów Warszawy,
- Urząd Miasta przy ul. Akademickiej,
- Prokuratura Rejonowa przy ul. Konstytucji 3 Maja,
- Kostrzyńsko-Słubicka Specjalna Strefa Ekonomiczna,
- Osiedle Leśne,
- Osiedle Zielone Wzgórza.

Dawne tereny wojskowe przy ul. Piłsudskiego i ul. Akademickiej:

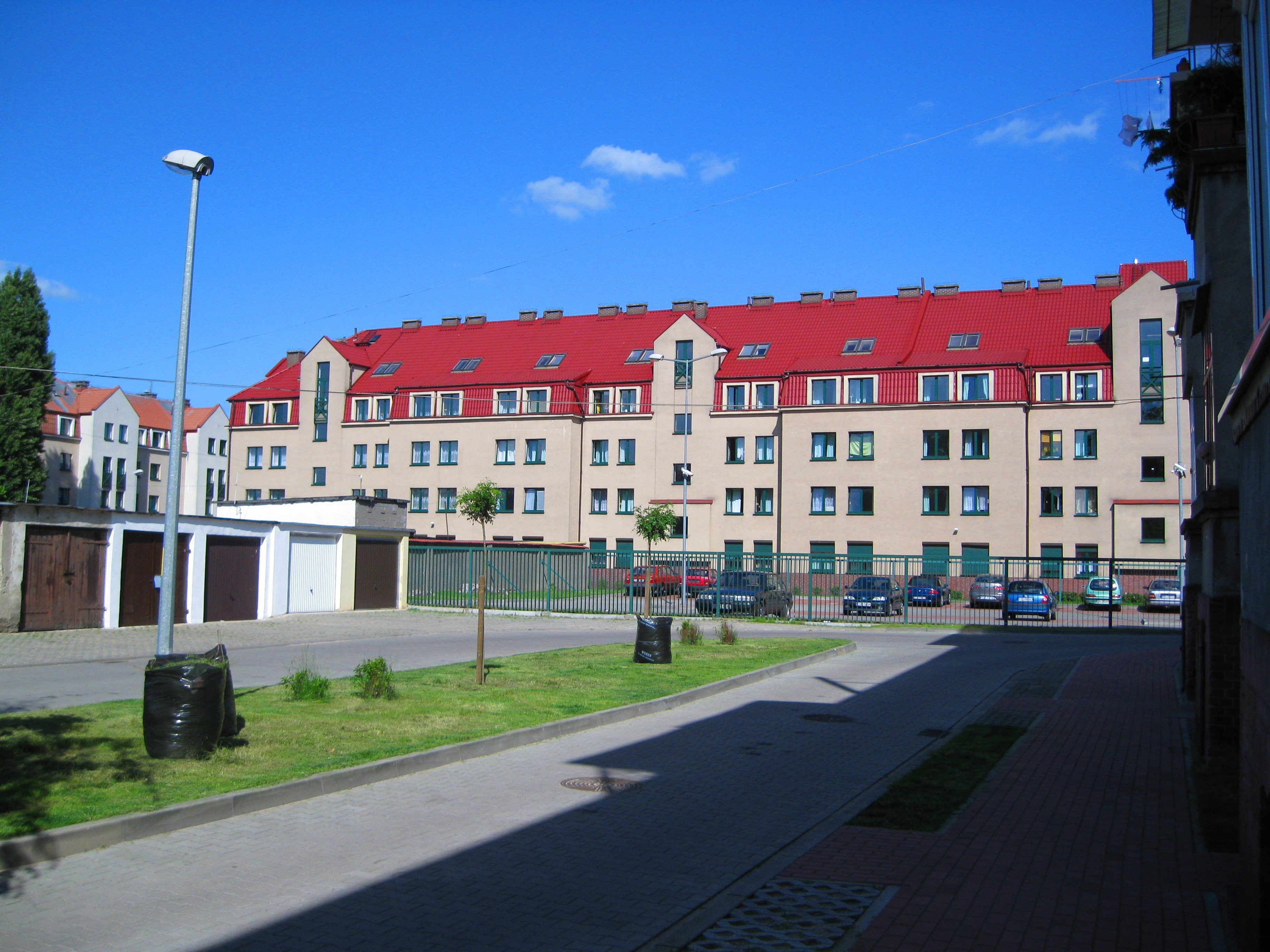
Dom Studencki Arcadia
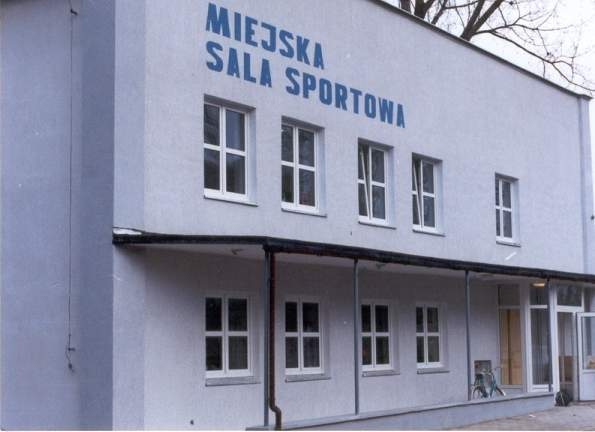
Miejska Hala Sportowa
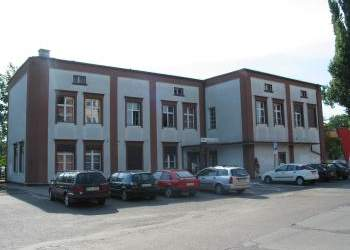
Powiatowy Urząd Pracy
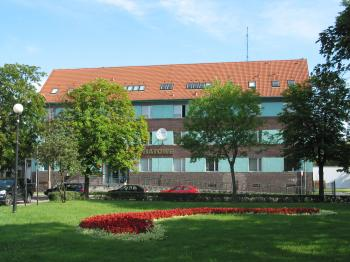
Starostwo Powiatowe

Fundamenty dawnych koszar przy ul. Konstytucji 3 Maja:

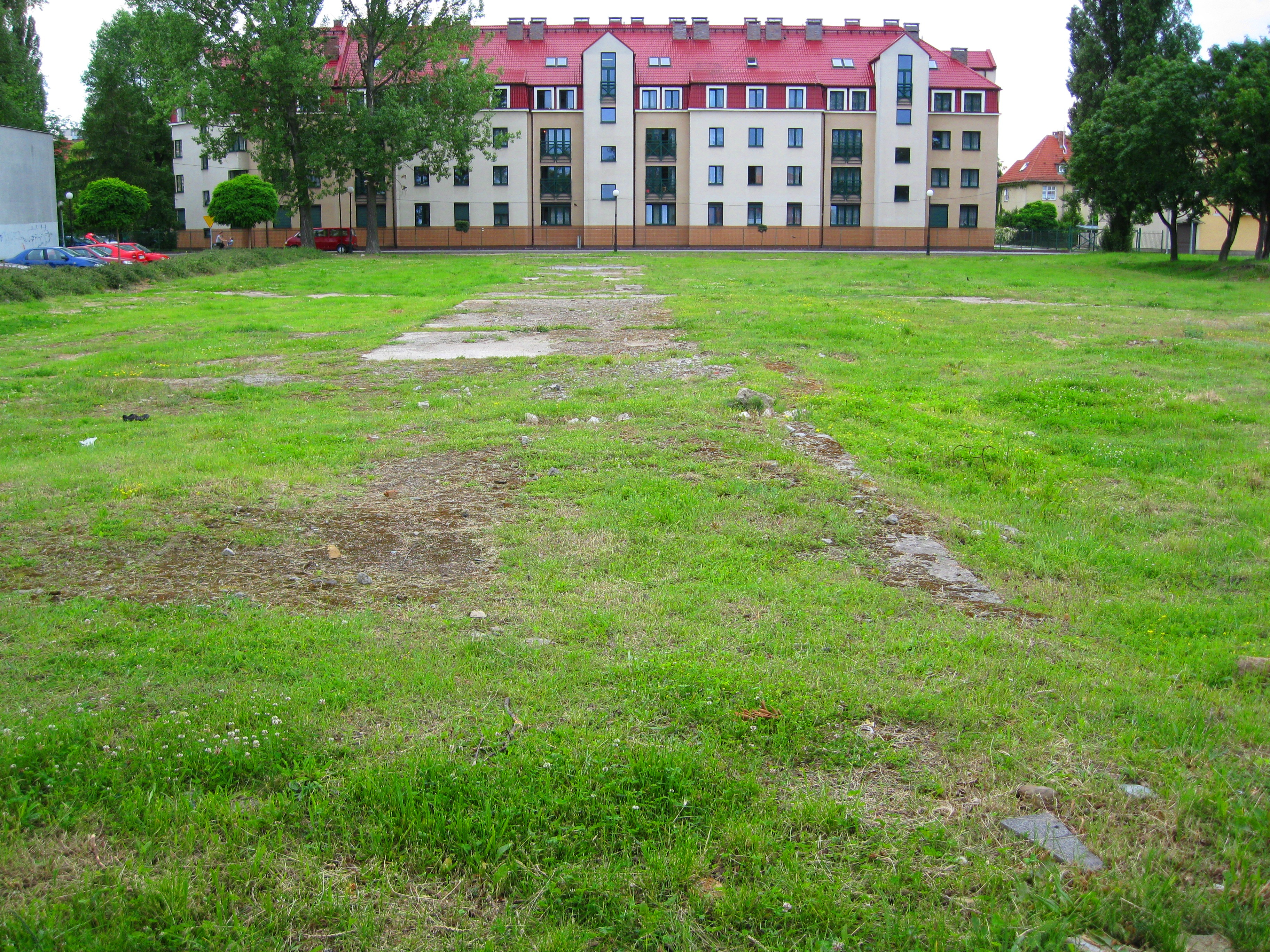
Stare fundamenty, w tle Dom Studencki Sapientia
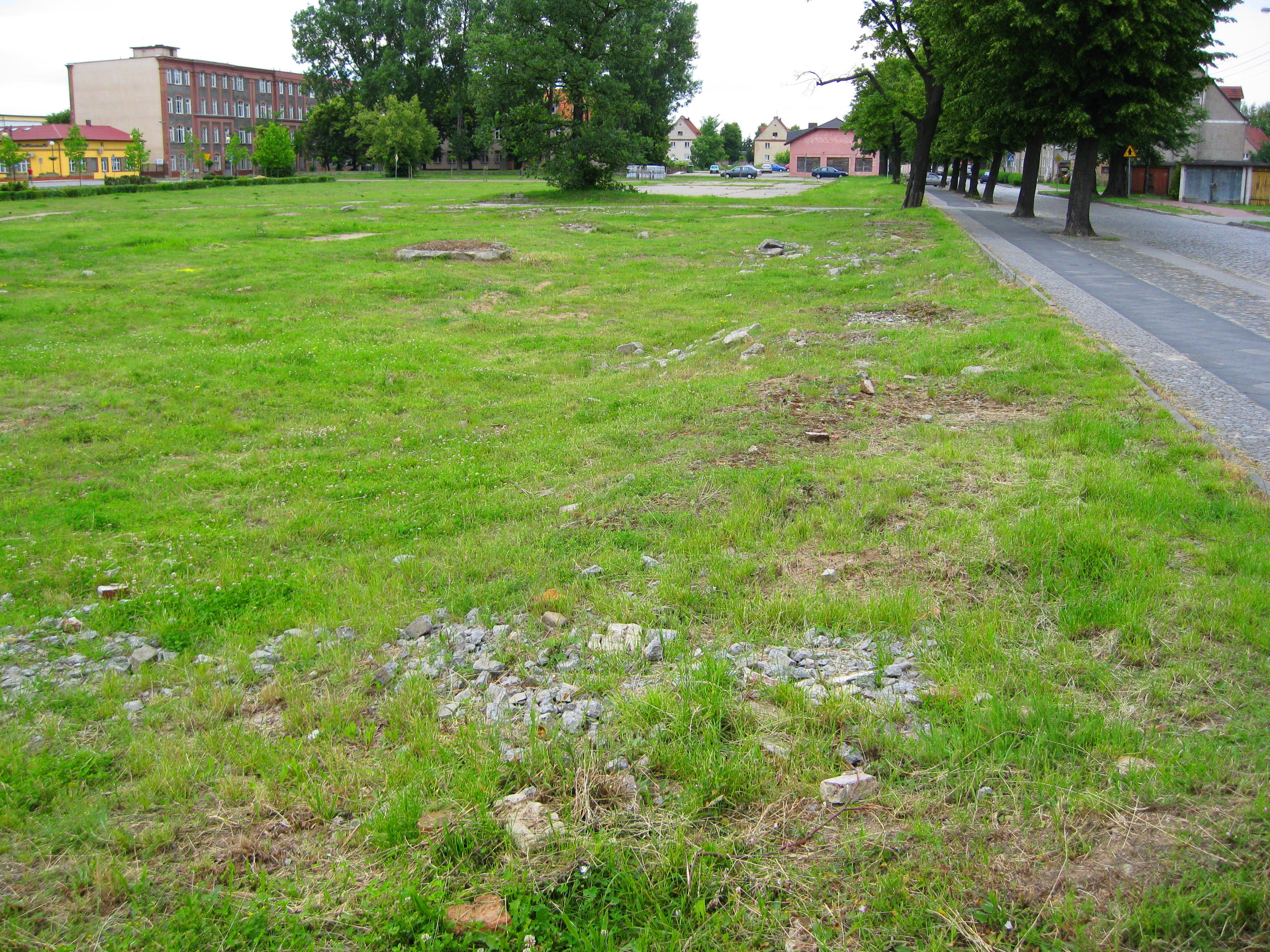
Stare fundamenty, w tle LO im. Zbigniewa Herberta
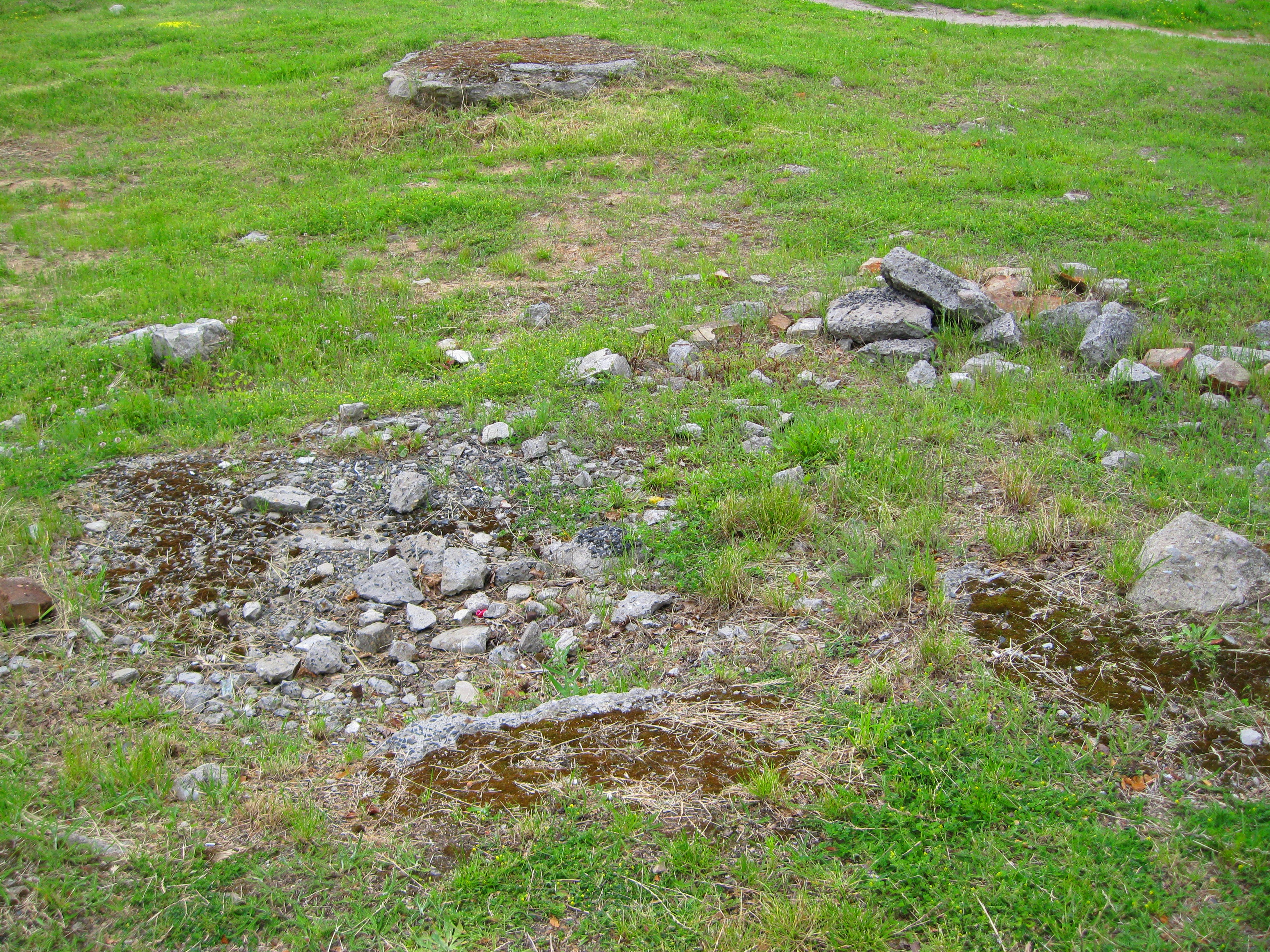
Fundamenty dawnych koszar
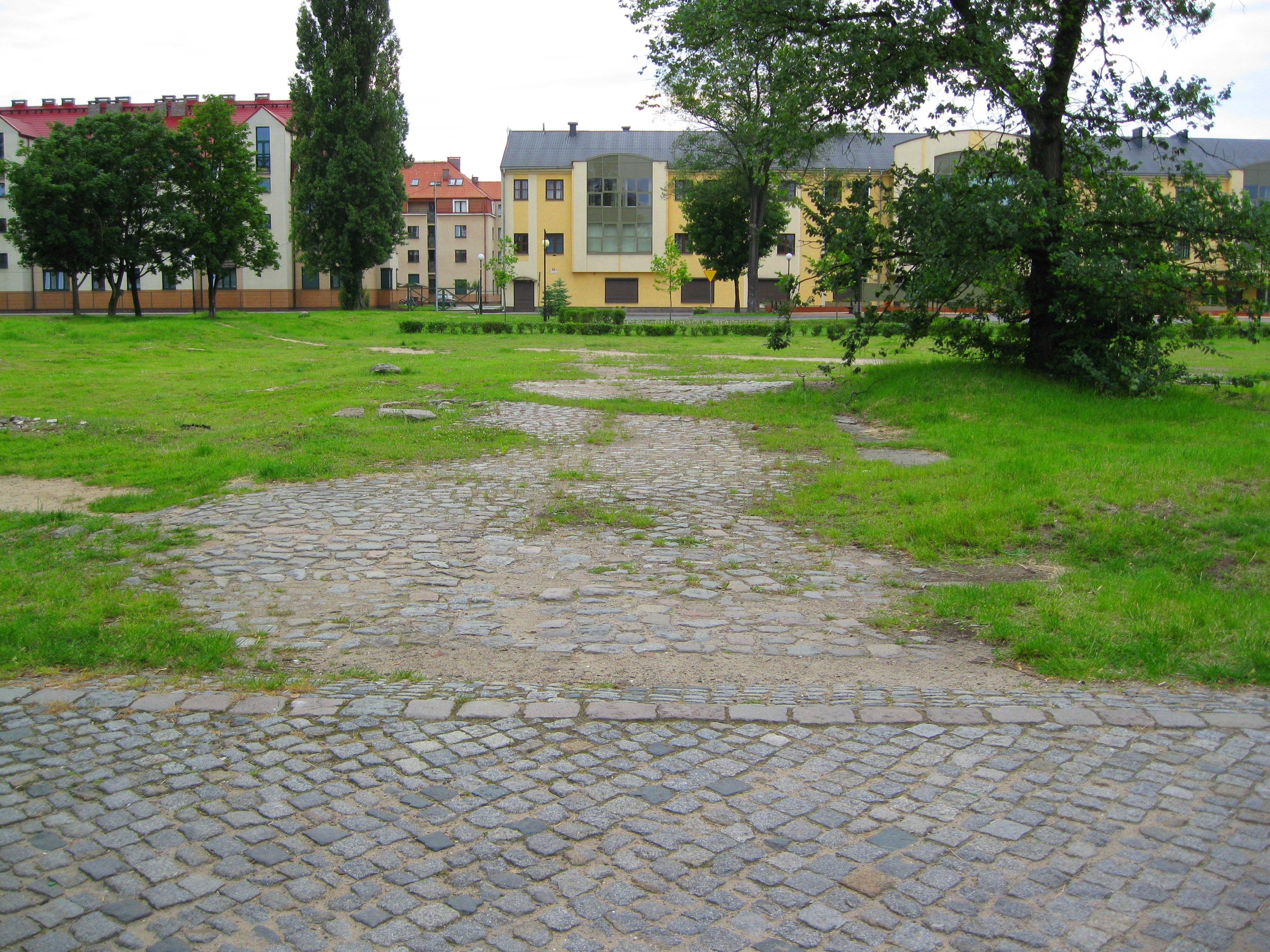
Droga z parku wozów bojowych na poligon

#### Poligon
Poligon znajdował się na terenie starego, poniemieckiego lotniska, ze zbiornikami pod ziemią, resztkami betonowych płyt postojowych i pasa startowego, jednak kompletnie zrytego przez czołgi pancerniaków ze Słubic. Był to teren, którego jednym bokiem była linia kolejowa (od północy), drugim – kawałek linii do Cybinki (oraz równoległa bocznica wojskowa).
Na poligonie jeszcze w latach 80. stały dwa pancerze czołgów PzKpfw III.
W latach 90. na terenie tegoż poligonu powstała Kostrzyńsko-Słubicka Specjalna Strefa Ekonomiczna oraz tereny przeznaczone pod zabudowę jednorodzinną.

#### Kasyna
Dawne kasyno MON mieściło się przy ul. Mickiewicza (ob. restauracja „Villa Casino”), natomiast kasyno WOP – przy ul. Wilhelma Piecka (ob. restauracja „Europa” przy ul. Jedności Robotniczej).

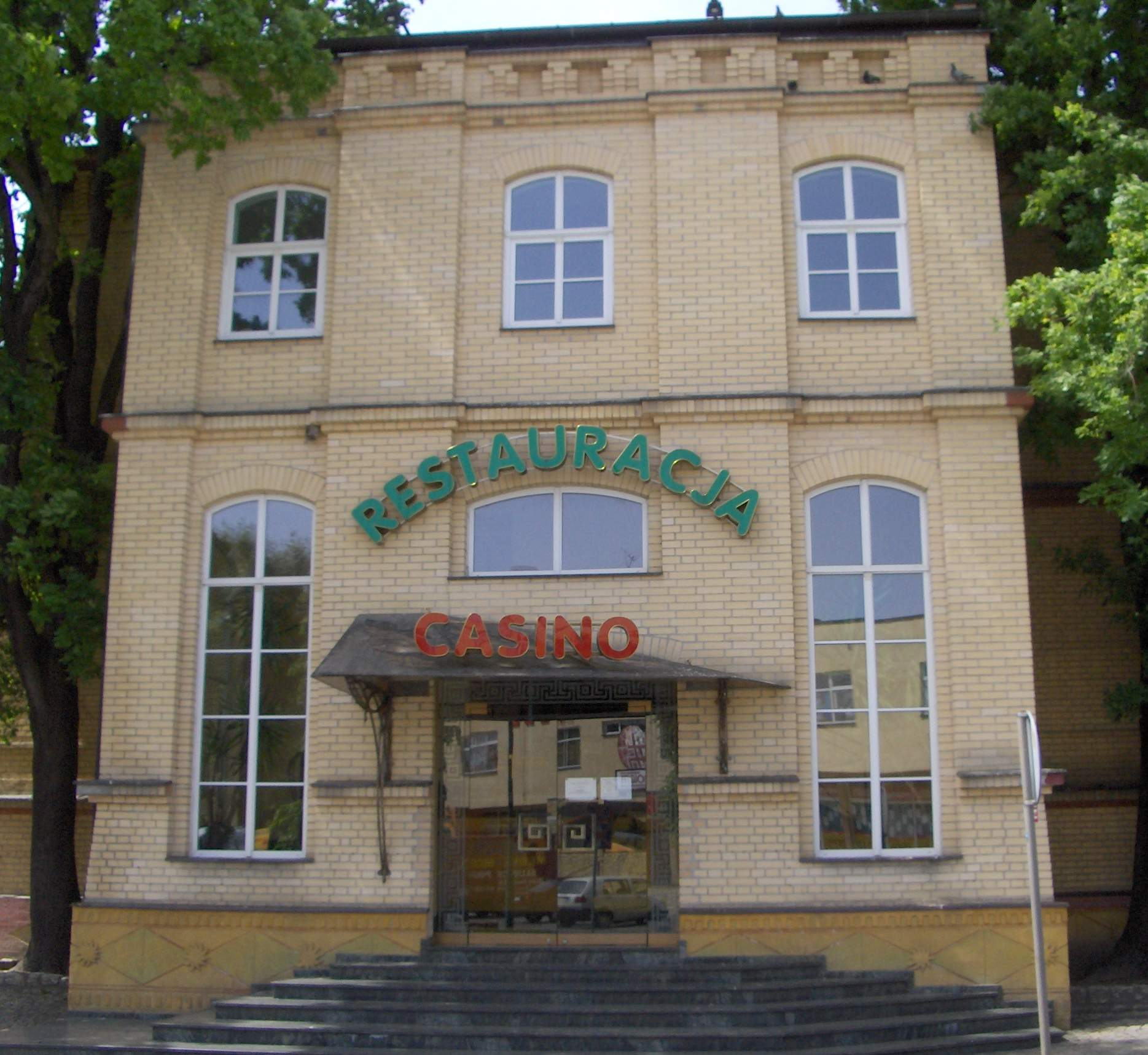
Dawne kasyno MON przy ul. Mickiewicza w Słubicach
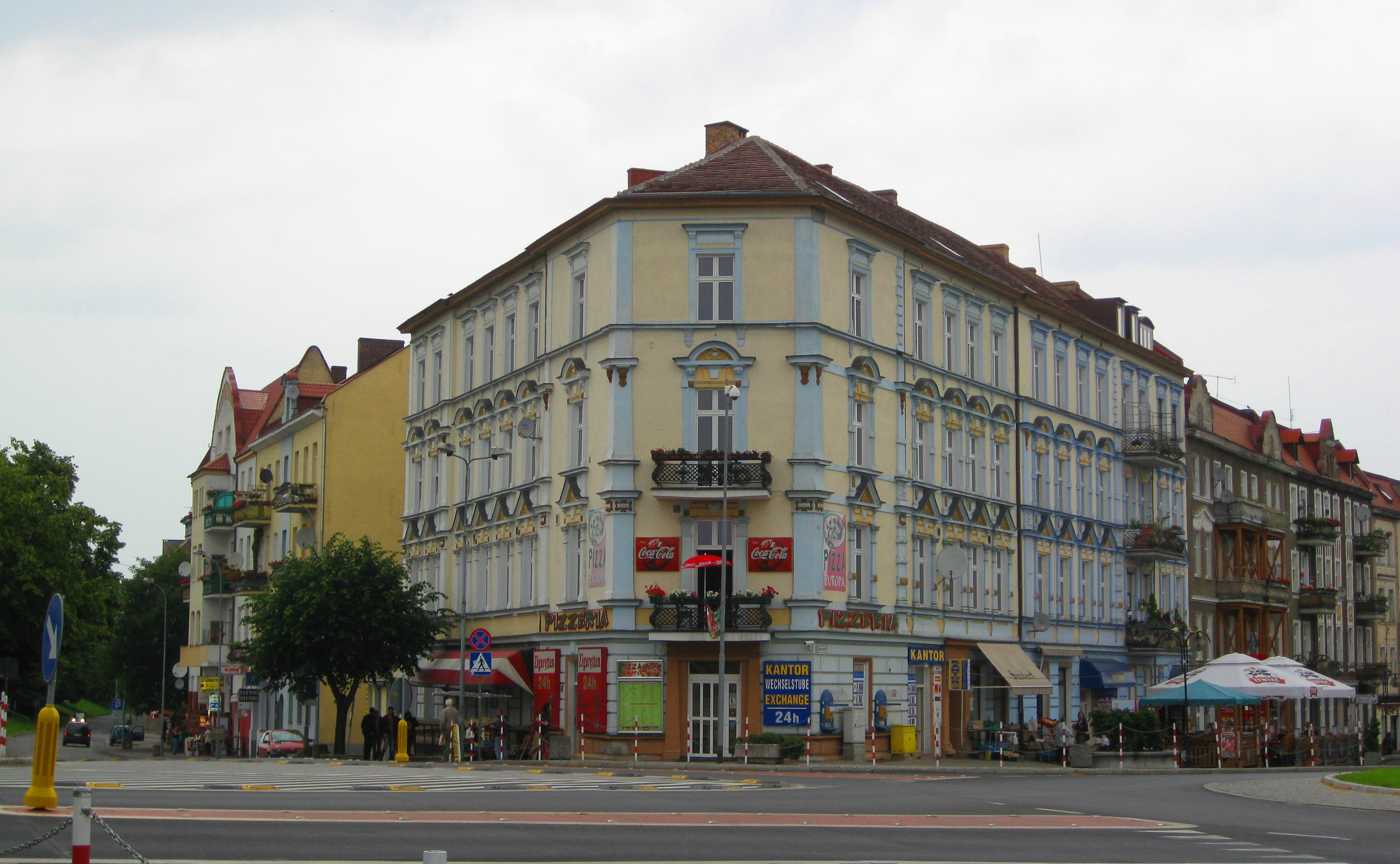
Dawne kasyno WOP przy ul. Jedności Robotniczej w Słubicach

### Regularne jednostki Wojska Polskiego
Do czasu sformowania Wojsk Ochrony Pogranicza w Słubicach stacjonowały pododdziały 17 Pułku Piechoty ze sztabem w Ośnie Lubuskim ze składu 5 DP, który od 22 maja do 24 listopada 1945, przy wsparciu 1 dywizjonu 22 Pułku Artylerii Lekkiej, obsadzał polsko-niemiecką granicę na odcinku Kaleńsko-Słubice. 32 Pułk Piechoty ze sztabem w Cybince ze składu 8 DP ochraniał natomiast granicę od Słubic do Skórzyna.
Po wojnie w Słubicach przez wiele lat stacjonowały także inne jednostki wojskowe:
- 69 Pułk Zmechanizowany 19 Dywizji Zmechanizowanej; JW 2643
  - do 1951 formowany w Słubicach
  - 1951-1957 Kostrzyn nad Odrą (i tam rozwiązany)
- 20 Ruchome Warsztaty Naprawy Czołgów[7] 19 Dywizji Zmechanizowanej; JW 3725
  - do 1951 formowane w Słubicach
  - 1951-1967 Kostrzyn nad Odrą; 1967 wszedł w skład 5 Batalionu Remontowego
- 23 Pułk Czołgów Średnich 19 Dywizji Zmechanizowanej (1951-1957), a następnie 5 Saskiej Dywizji Pancernej (1957-1990); JW 2959
  - do 1951 formowany w Kostrzynie nad Odrą
  - 1951-1990 Słubice
- 8 Szkolny Batalion Czołgów; JW 2535
- 14 Szkolny Batalion Czołgów (od 1951)
  - do 1951 formowany w Kostrzynie nad Odrą
  - 1951-? Słubice
- 2 Batalion Rozpoznawczy; JW 2429
  - do 1951 formowany w Torzymiu
  - 1951-1953 Słubice (ul. Świerczewskiego 13, ob. ul. Piłsudskiego 13)
  - 1953-1961 Kostrzyn nad Odrą.

### JednostkiWOP
- 1946-1948: 9 komenda odcinka 2 Poznańskiego Oddziału WOP
- 1948-1950: samodzielny batalion ochrony pogranicza nr 34 10 Brygady Ochrony Pogranicza (6 strażnic)
- 1950-1958: 93 batalion WOP 9 Brygady WOP (6 strażnic)
- 1958-1989: 93 batalion WOP Lubuskiej Brygady WOP (8 strażnic)
  - Punkt zbiorczy WOP w Słubicach;
  - I kompania szkolna JW WOP Słubice;
  - II kompania szkolna JW WOP Słubice (Kunowice) – teren przylegał do poligonu (placu ćwiczeń);
  - kompania wsparcia JW WOP Słubice.

## Ludzie związani z garnizonem

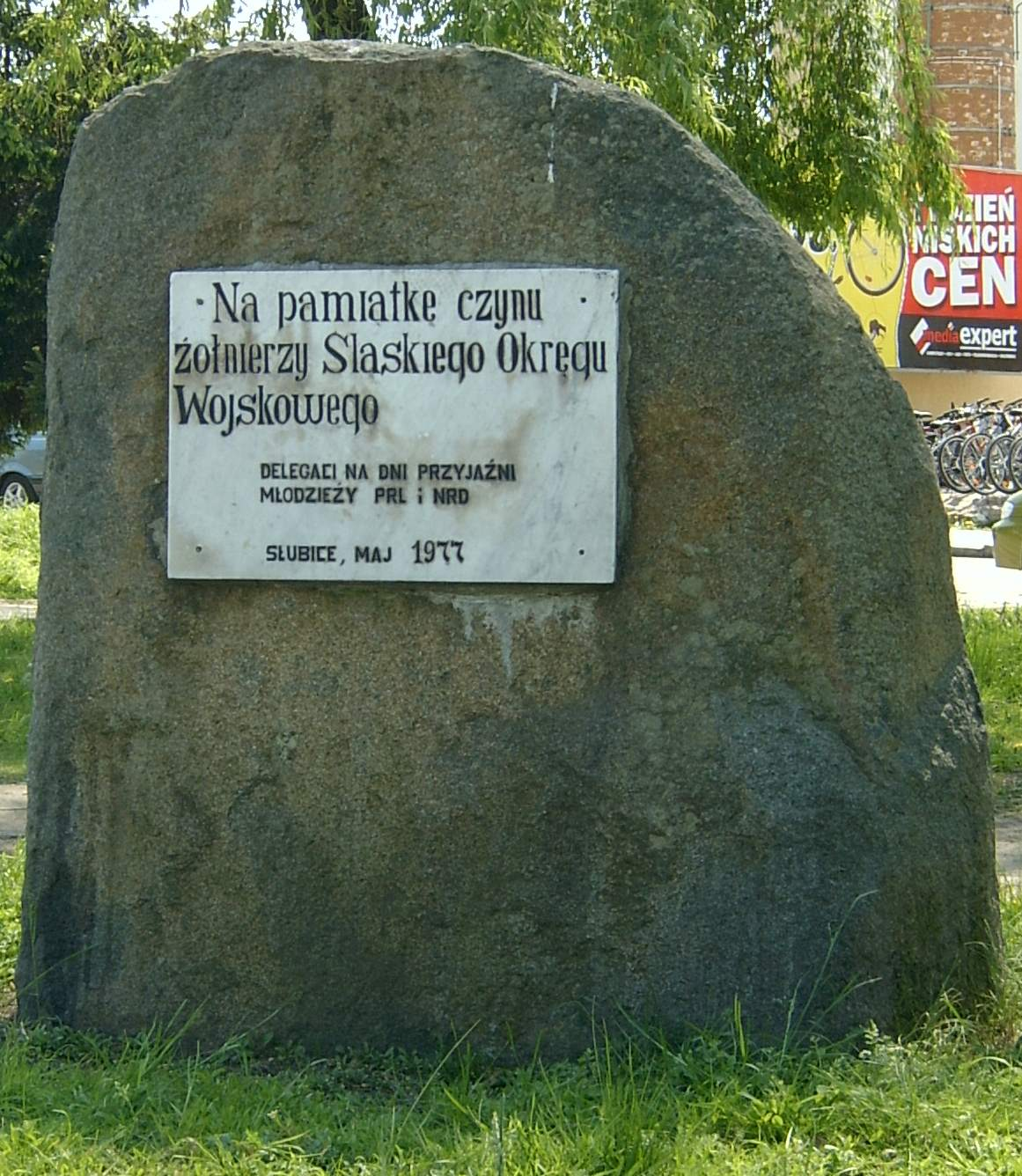
Pomnik czynu żołnierzy Śląskiego Okręgu Wojskowego w Słubicach

- mjr von Arnim – dowódca garnizonu latem 1759, nieskutecznie odpierał ataki rosyjskiego gen. de Villebois.
- por. Marian Bąk – od 02.1953 szef sztabu 2 batalionu rozpoznawczego w Słubicach.
- kpt. Tadeusz Gibała – do 20.02.1953 d-ca 2 batalionu rozpoznawczego w Słubicach.
- Zdzisław Gieglewicz – d-ca WOP w Słubicach.
- Władysław Kłonica – d-ca WOP w Słubicach.
- Józef Krupa – 1945-1946 komendant wojenny Słubic.
- gen. bryg. Andrzej Lelewski – karierę wojskową rozpoczynał właśnie w Słubicach. 1975–1978 d-ca plutonu czołgów w 23 pcz, 1978–1979 d-ca kompanii czołgów w 23 pcz w Słubicach. Od 2007 szef Zarządu Planowania Operacyjnego P3 Sztabu Generalnego WP.
- ppor. Bolesław Majer – 1952 zastępca d-cy ds. politycznych 2 batalionu rozpoznawczego w Słubicach.
- st. sierż. szt. Ignacy Malczewski – d-ca łączności WOP w Słubicach.
- Jarosław Mika – d-ca plutonu czołgów, potem batalionu czołgów w 23 Pułku Czołgów w Słubicach.
- kpt. Tadeusz Moczulski – od 20.02.1953 d-ca 2 batalionu rozpoznawczego w Słubicach.
- mjr Noga – d-ca batalionu WOP w Słubicach.
- płk Krzysztof Olszak – karierę wojskową rozpoczynał właśnie w Słubicach, w 23 Pułku Czołgów i 25 batalionie rozpoznawczym. Obecnie szef Zarządu Rozpoznania i Walki Elektronicznej Dowództwa Wojsk Lądowych.
- por. Marian Przędzik – d-ca WOP w Słubicach.
- ppłk/ gen. dyw. Adam Rębacz – 1981-1984 d-ca 23 pcz w Słubicach. Obecnie prezes Zarządu Głównego Związku Żołnierzy WP.
- gen. dyw. Bogusław Samol – d-ca plutonu czołgów, potem do 1989 d-ca batalionu czołgów w 23 Pułku Czołgów w Słubicach. Obecnie w Sztabie Generalnym.
- por. Władysław Soboniak – od 20.02.1953 zastępca d-cy ds. technicznych 2 batalionu rozpoznawczego w Słubicach.
- ppłk dypl./gen. bryg. Edward Szwagrzyk – po 1984 d-ca 23 pcz w Słubicach.
- ppłk dypl./gen. bryg. Maciej Żytecki – d-ca 23 pcz w Słubicach.

## Uroczystości z udziałem wojska
Mimo że w Słubicach nie stacjonuje już żadna regularna jednostka Wojska Polskiego, to w mieście odbywają się czasem uroczystości z udziałem 11 Lubuskiej Dywizji Kawalerii Pancernej oraz środowisk kombatanckich.
Taką uroczystością był np. przemarsz żołnierzy ulicami Słubic z okazji 90. rocznicy odzyskania przez Polskę niepodległości:

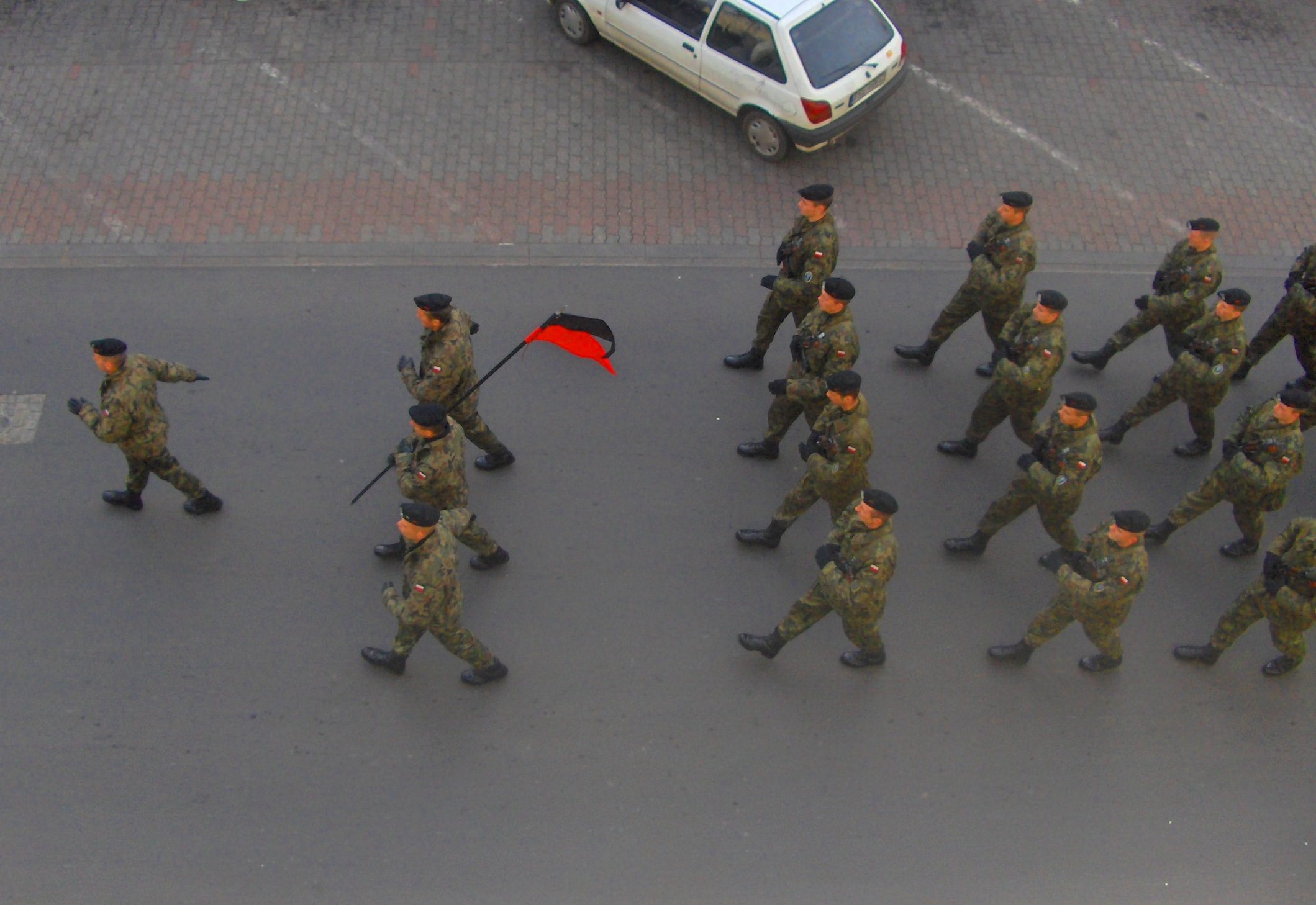
Żołnierze 11 DKPanc podczas przemarszu ulicami Słubic
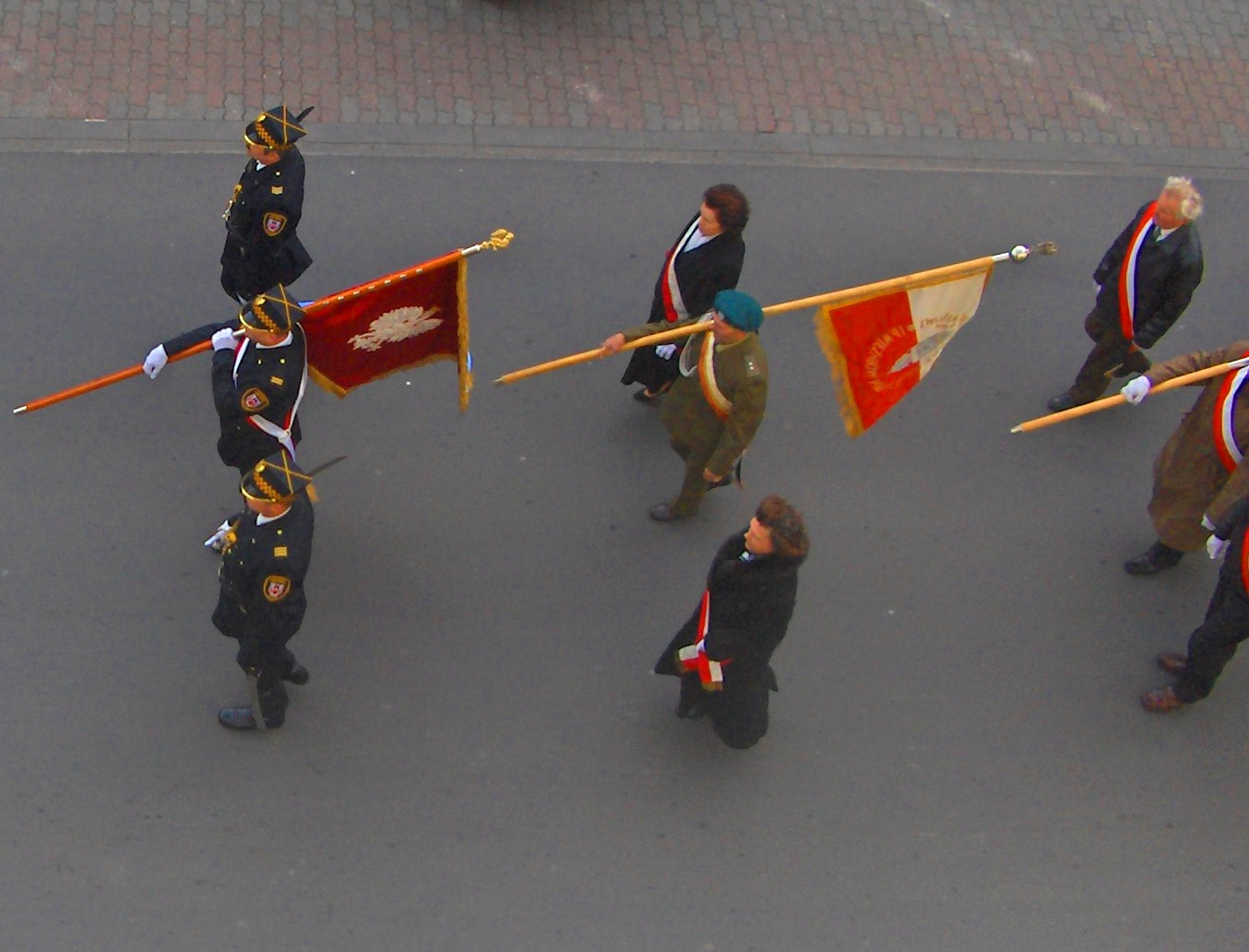
Straż miejska i środowiska kombatanckie
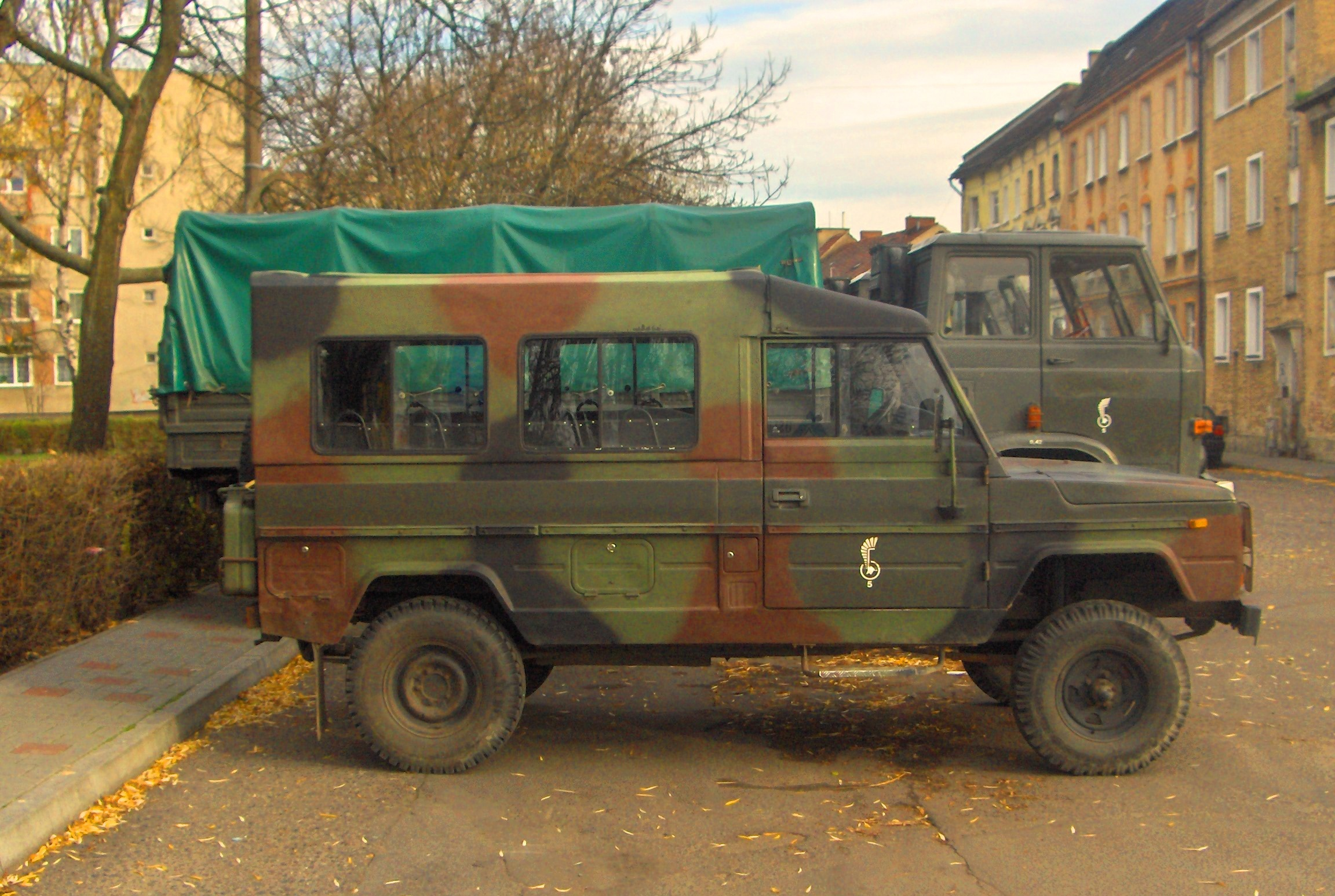
Pojazdy wojskowe przy Pl. Sybiraków w Słubicach
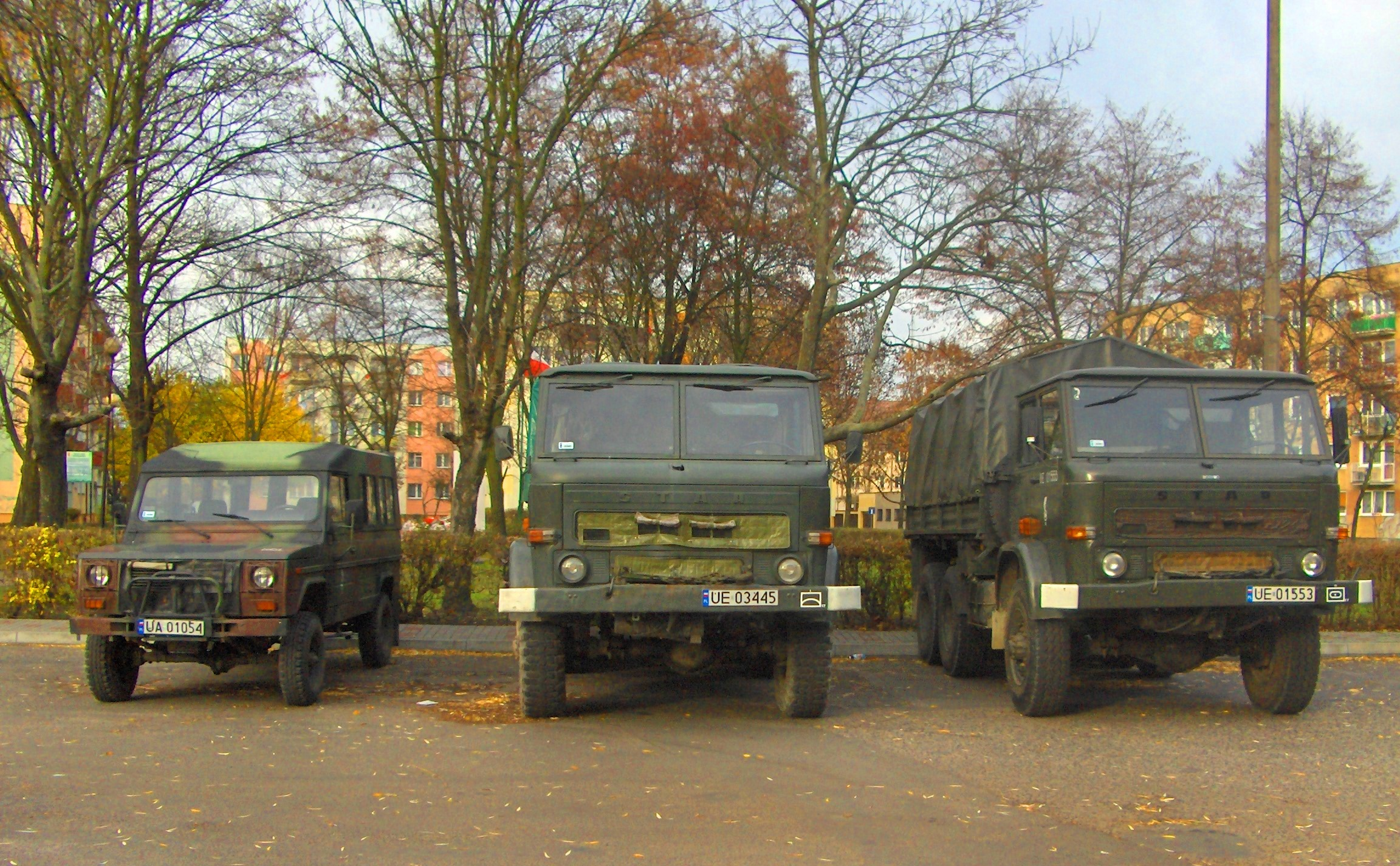
Pojazdy wojskowe przy Pl. Sybiraków w Słubicach